# Kandern

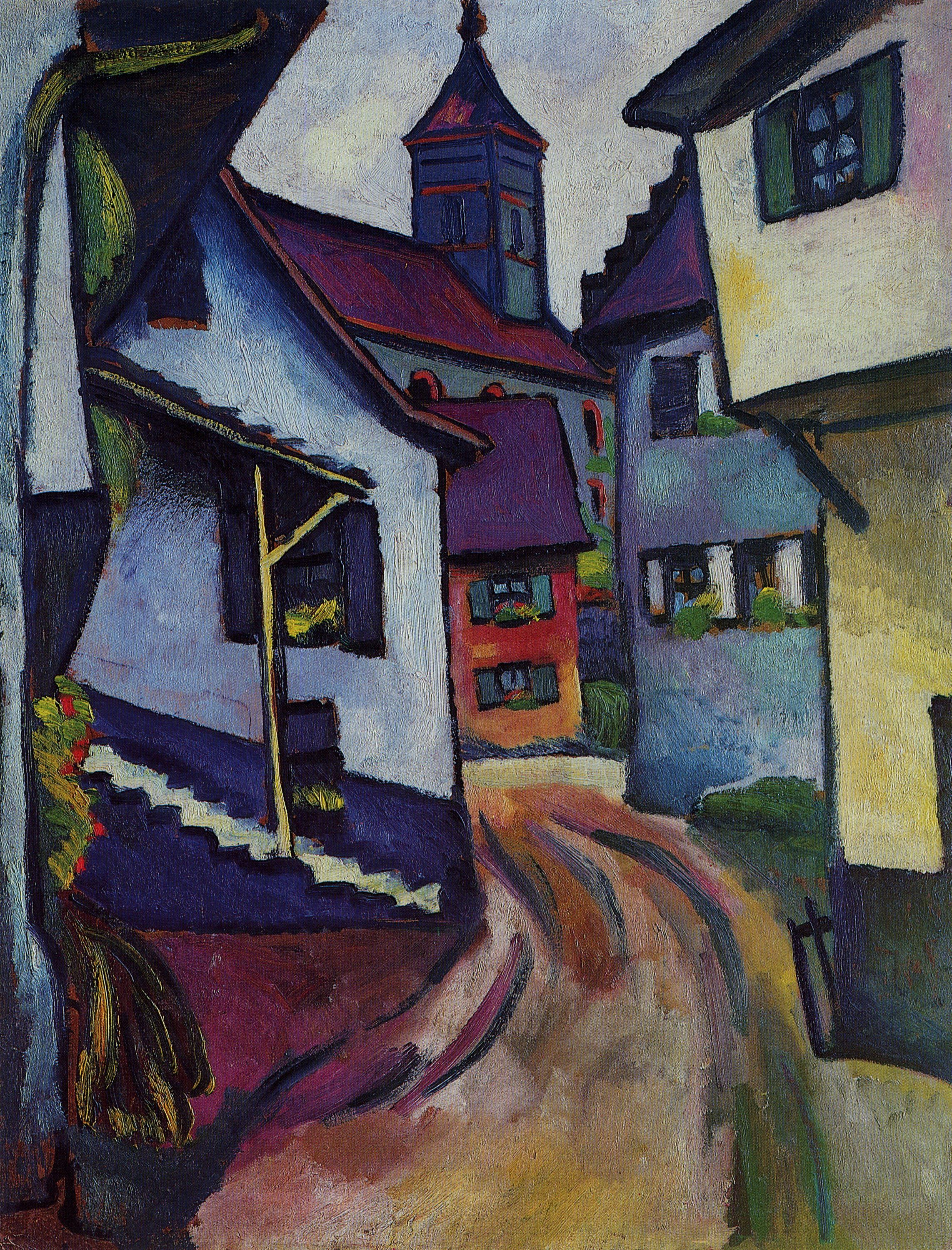

Kandern è un comune tedesco di 8 088 abitanti, situato nel land del Baden-Württemberg e nel circondario di Lörrach.
Kandern si trova ai piedi della Foresta Nera. A nord di Kandern si trova il Hochblauen, una delle colline più alte nel sud della Foresta Nera. Il Hochblauen delimita la fine della valle del Kander (Kandertal) nella quale si trova la sorgente del fiume Kander al quale la località deve il suo nome.

## Storia
Ritrovamenti archeologici dimostrano che l'area in cui oggi si trova Kandern era abitata in epoca preistorica, dai Celti e durante l'epoca romana. Probabilmente i coloni erano interessati ai depositi locali di argilla. Il nome Kandern risale all'epoca dei germani e significa sulla Kander, il nome del torrente che scorre attraverso la città. Il suo nome, a sua volta, deriva dal celtico kander, chiaro.